# Sito di Winterville
Winterville, è un sito archeologico della cultura di Plaquemine, una variante regionale della Cultura del Mississippi. Si trova presso la città di Greenrville nella Contea di Washington in Mississippi. In origine il sito era costituito da 23 tumuli a forma di piramide tronca, disposti intorno a una piazza centrale. Il tumulo più gramnde, Mound A, posto al centro della piazza, aveva circa cinquantacinque piedi di altezza. Purtroppo, a causa della erosione naturale e degli effetti delle attività antropiche sull'ambiente, molti dei tumuli sono stati danneggiati ed oggi solo undici tumuli possono ancora essere riconosciuti. Attualmente il sito fa parte del Winterville State Park. Il sito è stato dichiarato National Historic Landmark nel 1993.